# August Macke
August Macke (Meschede, Renania del Norte-Westfalia, 3 de enero de 1887 - Souain-Perthes-lès-Hurlus, Francia, 26 de septiembre de 1914) fue uno de los principales miembros del grupo expresionista alemán Der Blaue Reiter (El Jinete Azul).  

## Biografía
Vivió durante un período especialmente innovador del arte alemán, con el desarrollo del Expresionismo y la llegada de los sucesivos movimientos de vanguardia que estaban apareciendo en el resto de Europa. Como auténtico artista de su época, Macke supo como integrar en su pintura aquellos elementos que más le interesaban de las vanguardias.
Nació en Meschede, Alemania. Su padre, August Friedrich Hermann Macke (1845-1904) era contratista inmobiliario, y su madre, Maria Florentine (1848-1922), provenía de una familia granjera de la región de Sauerland. La familia vivió en Colonia en la Brüsseler Straße hasta que August tuvo 13 años. Después de eso, vivió la mayor parte de su vida creativa en Bonn con la excepción de unos pocos períodos que pasó en el Lago de Thun (Suiza) y algunos viajes a París, Italia, Holanda y Túnez. En París, donde llegó por primera vez en 1907, Macke toma contacto con el trabajo de los impresionistas. En 1910, a través de su amigo Franz Marc, conoce a Kandinsky y durante una época compartió la estética no-objetiva y los intereses simbólicos y místicos de Der Blaue Reiter.
El encuentro de Macke con Robert Delaunay en París en 1912, supuso una revelación para él. El Cubismo cromático de Delaunay, llamado Orfismo por Guillaume Apollinaire, influyó definitivamente en el arte de Macke a partir de ese momento. Sus Escaparates de Tiendas pueden ser considerados una interpretación personal de las Ventanas de Delaunay, combinadas con las imágens futuristas que vio en Italia. El ambiente exótico de Túnez, que Macke visitó con Paul Klee y Louis Moilliet en 1914, fue fundamental en la aproximación a la luz de su etapa final, en la que creó una serie de trabajos que se consideran actualmente obras maestras.
La carrera de Macke fue interrumpida bruscamente por su temprana muerte en septiembre de 1914, en el frente de la I Guerra Mundial.

## Principales obras
1905: 
- Pescadores en el Rin

   1907: 
- Árbol en un campo de trigo

   1908:
- El Rin cerca de Hersel
- Salto mortal en el circo

   1909:
- Elizabeth Gerhardt cosiendo
- La esposa del artista con sombrero
- Mujer bordando en un sillón
- Retrato con manzanas
- Autorretrato con sombrero, óleo sobre tabla (41 × 32,5 cm), Kunstmuseum Bonn

   1910:
- Tocador de laúd
- Desnudo con collar de coral
- Tres desnudos sobre fondo azul
- La casa Staudacher en Tegernsee
- Paisaje de Tegernsee

   1911:
- Campos de huertas
- La Marienkirche bajo la nieve
- Jardín
- Desnudo sentado sobre cojines
- La tormenta
- Indios a caballo, óleo sobre madera (44 × 60 cm), Museo Lenbachhaus de Múnich
- Paisaje con tres niñas, óleo sobre cartón (55 × 63,5 cm), Museo Von der Heydt, Wuppertal

   1912:
- Composición de color
- Gran ventana iluminada
- Rokoko
- Restaurante al aire libre
- Niños en el jardín

   1913:
- Pierrot, en la Kunsthalle de Bielefeld
- Mujeres frente a una tienda de sombreros
- Formas coloreadas I y II
- Círculo de color I y II
- Jardín del lago Thun
- Espacio cubista con personaje
- Caricatura del jinete azul
- Bañistas y ciudad al fondo, óleo sobre lienzo (100,6 × 80,4 cm), Múnich, Pinakothek der Moderne
- Niños bajo árboles soleados
- Callejón soleado
- Gran jardín zoológico (tríptico)
- En el lago azul
- Tienda de moda
- Paseo (con una chica de blanco en busto)

   1914:
- El rincón de los loros
- Jinetes y caminantes en el camino de entrada
- Hat Shop (Hutladen), óleo sobre lienzo (60,5 × 50,5 cm), Essen, Folkwang Museum
- Iglesia con bandera
- La Catedral de Friburgo en Suiza
- Funambulista
- Café turco I y II
- Jinete en un burro
- Vista en un callejón
- El patio interior de la casa de Saint Germain, cerca de Túnez, acuarela, Bonn, Städtisches Kunstmuseum
- Paisaje alrededor de Hammamet
- Paisaje con vacas y camellos
- Comerciante de joyas turco
- Casa roja en un parque
- Chicas jóvenes bajo los árboles, óleo sobre lienzo (119,5 × 159 cm), Múnich, Pinakothek der Moderne
- Mujeres en un parque
- Hombre leyendo en un parque
- Adiós
- Madre e hijo en el parque, Kunsthalle Hamburger
- Mujer con chaqueta amarilla, Ulm, Museo Ulmer
- Mujer con chaqueta verde (44 × 43.5 cm), Colonia, Museo Ludwig
- Chica joven con pescado en un recipiente de vidrio, óleo sobre lienzo (81 × 100.5 cm), Wuppertal, Heydt-Museum
- Kairouan I, acuarela, Múnich, Pinakothek der Moderne
- Kairouan III, acuarela, Münster, Westfälisches Landesmuseum für Kunst und Kulturgeschichte

## Galería

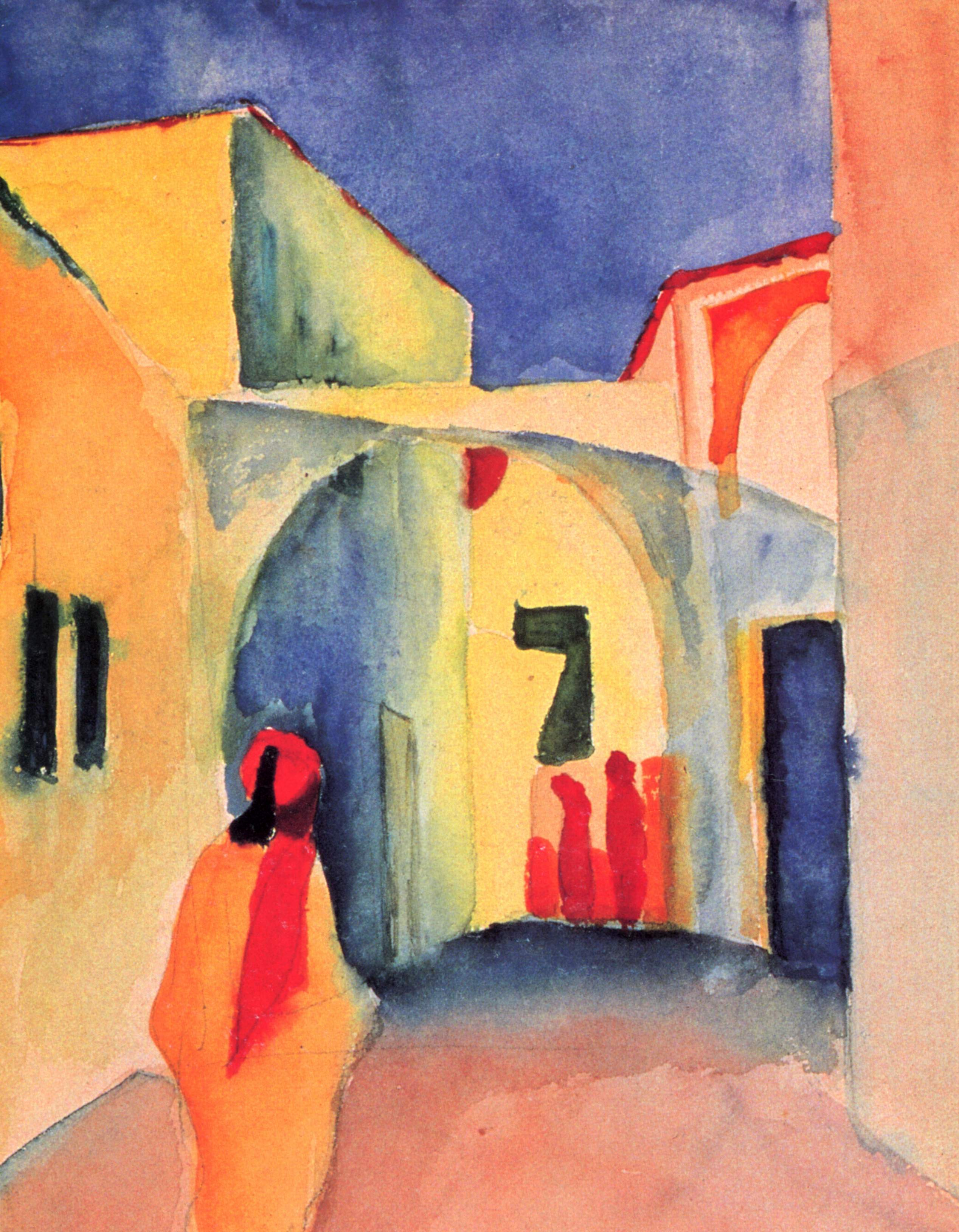
Vista de una calle
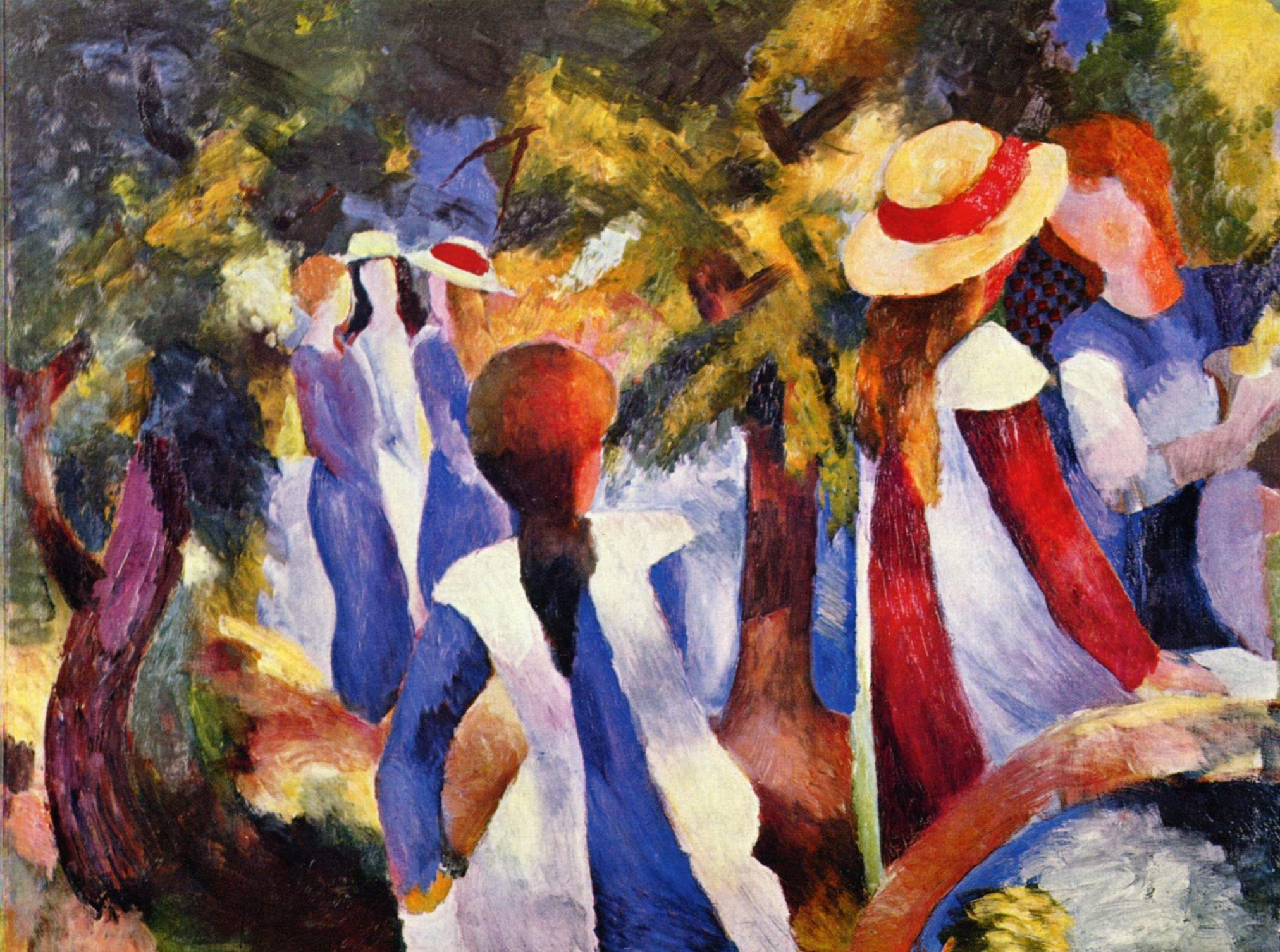
Muchachas bajo los árboles, 1914
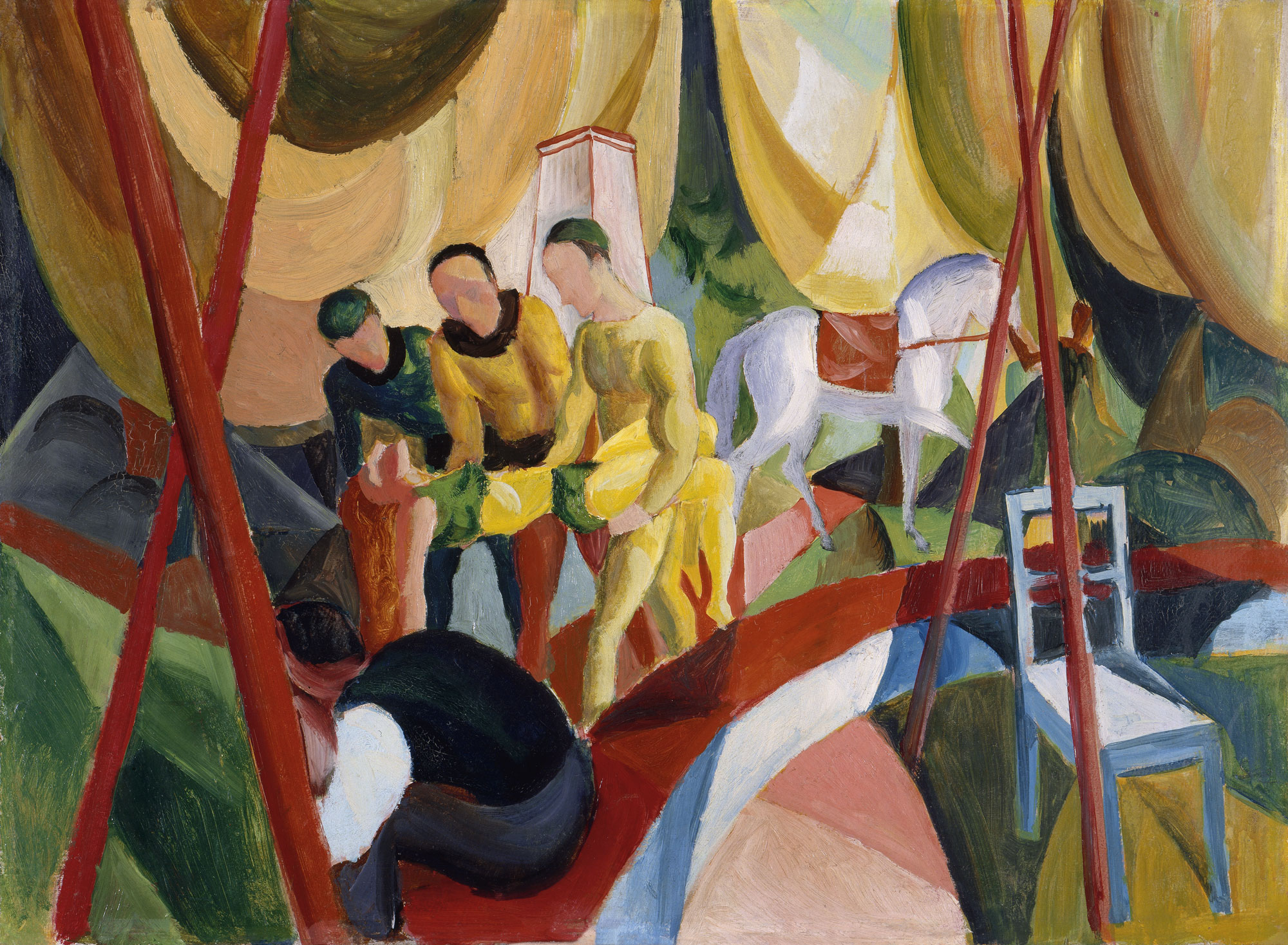
El circo, 1913. Museo Thyssen Bornemisza.
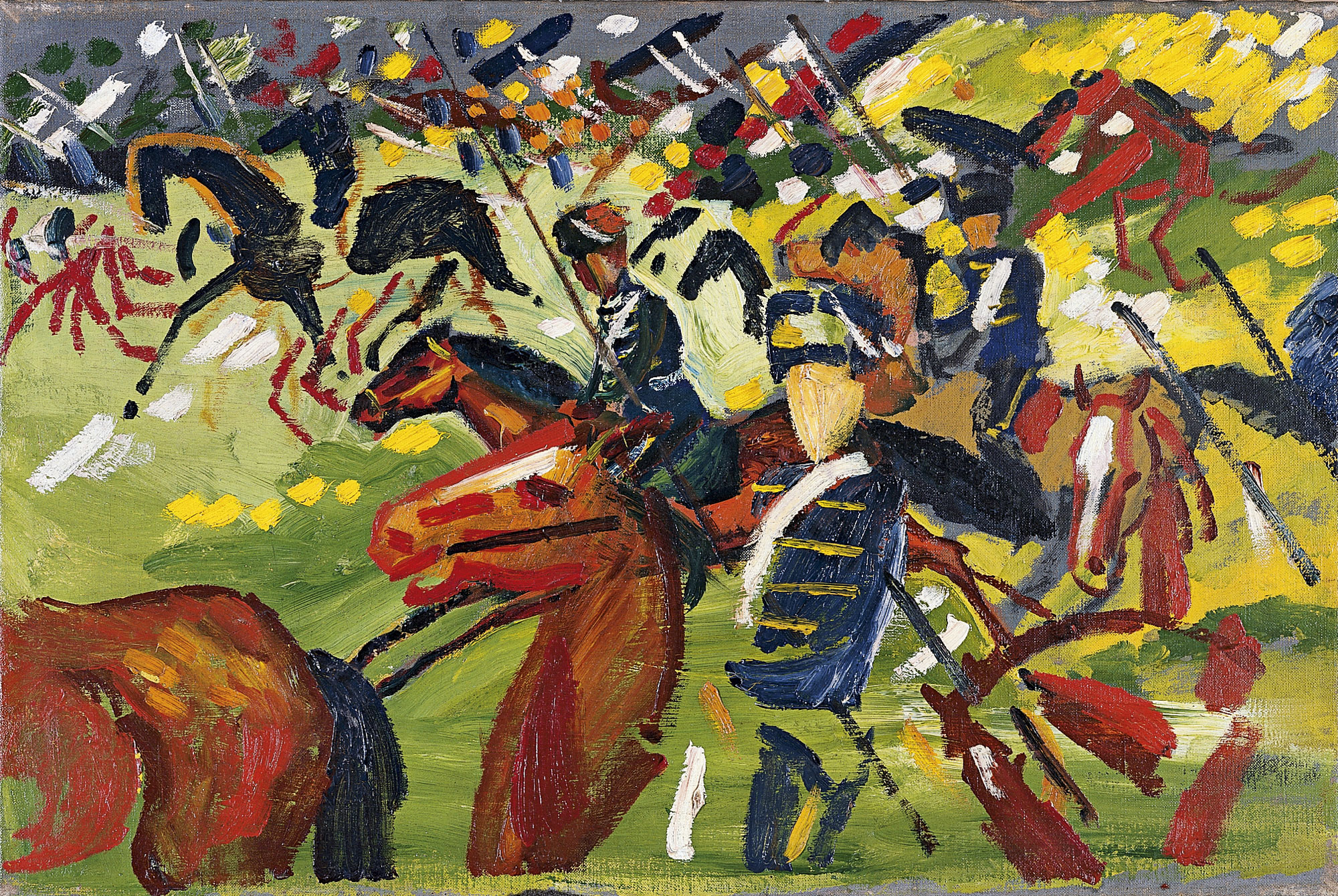
Húsares al galope, 1913. Museo Thyssen Bornemisza.
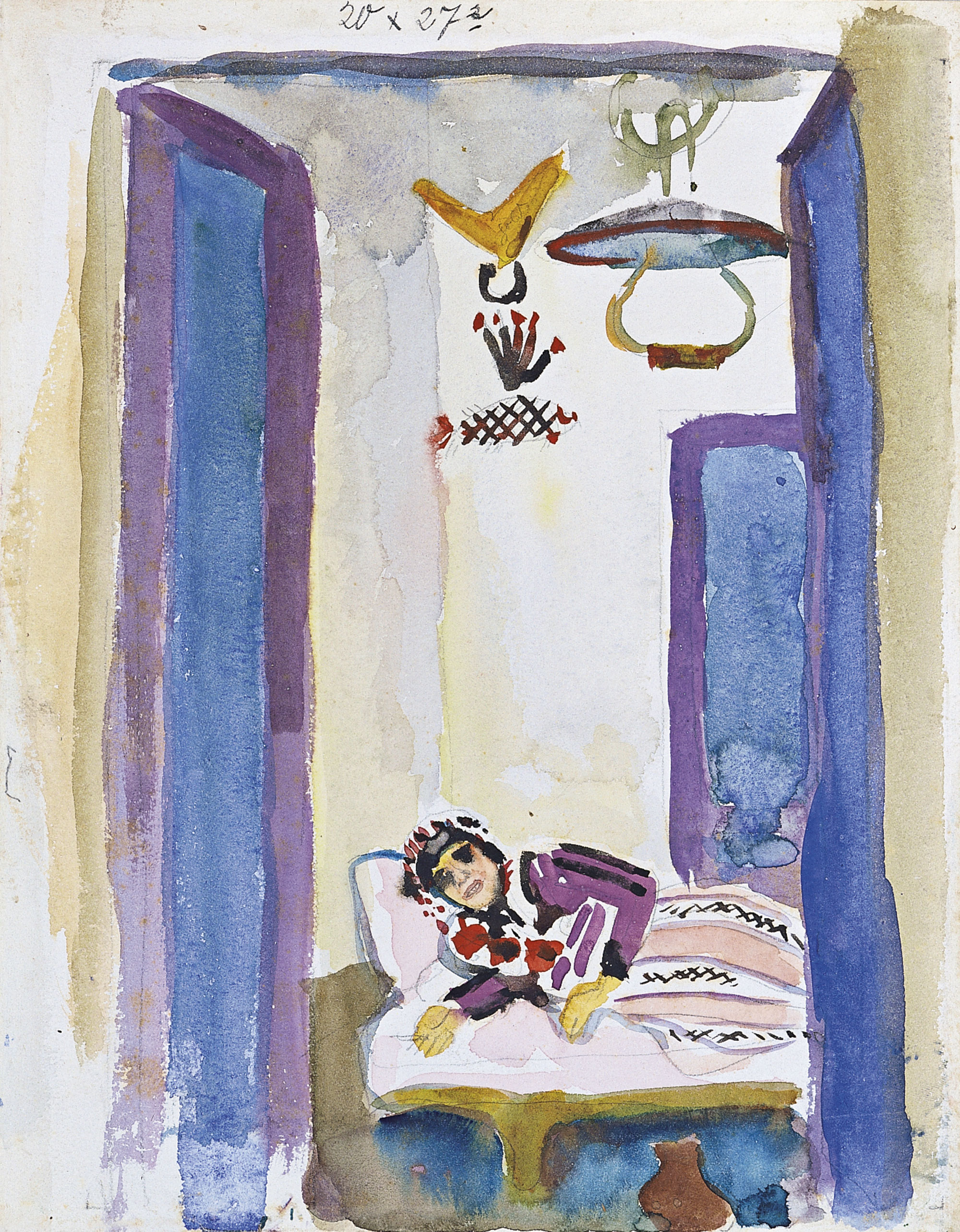
Mujer en un diván, 1914. Museo Thyssen Bornemisza.